# Nicolás Pereda
Nicolás Pereda (nacido en 1982) es un director de cine mexicano-canadiense . Hasta la fecha ha dirigido nueve largometrajes y tres cortometrajes.

## Vida personal
Pereda nació en la Ciudad de México en 1982; tiene doble ciudadanía mexicana y canadiense[cita requerida] y reside en Toronto, donde estudió cine en la Universidad de York. Recibió su Licenciatura en Bellas Artes en Cine en 2005 y su Maestría en 2007.
Está casado con la directora de cine Andrea Bussmann, con quien codirigió la película Tales of Two Who Dreamed del 2016.

## Carrera
Las películas de Pereda, que han sido financiadas con fondos mexicanos y canadienses, se han rodado predominantemente en México y son "decididamente mexicanas en su íntima atención a la clase, la cultura, la estructura social y las relaciones familiares en la sociedad mexicana".
Sus películas se han exhibido en festivales de todo el mundo, incluido el Festival de Cine de Venecia, la Berlinale, Róterdam y el Festival Internacional de Cine de Toronto. El trabajo de Pereda también se ha presentado en varias retrospectivas en varios festivales, cinematecas y archivos de todo el mundo, incluidos Anthology Film Archives, Pacific Film Archive y Harvard Film Archive, que escribió sobre su trabajo: "Las películas de Pereda son resueltamente mexicanas en el enfoque y casi exclusivamente tratan historias extraídas directamente de la vida cotidiana y los mundos de sus personajes de clase trabajadora".
Sus películas han sido descritas como "meticulosas, minimalistas, inexpresivas".

### Otros trabajos
Anteriormente se desempeñó como Director del Programa de Cine, un nuevo programa BFA en la Escuela de Artes Mason Gross en la Universidad de Rutgers en Nueva Jersey. Actualmente es profesor asistente en la Universidad de California, Berkeley.

## Filmografía
- ¿Dónde están sus historias? - 2007
- Juntos (Juntos) - 2009
- Perpetuo móvil - 2009
- Ahora todas las cosas fueron superadas por el silencio - 2010
- Verano de Goliat - 2010
- Los mejores temas - 2012
- Matar a extraños - 2013
- Los ausentes - 2014
- El aula vacía (El aula vacía) -2015
- Minotauro - 2015
- Tales of Two Who Dreamed (Historias de dos que soñaron) - 2016
- Mi Piel, Luminosa - 2019
- Flora - 2020
- Fauna - 2020
- Querida Chantal - 2021

## Premios
- 2016 Mención especial - RIDM, Montreal, Canadá por Tales of Two who Dreamed
- 2016 Mejor película – FICUNAM, México por Minotauro
- 2015 Mención Especial – Festival de Márgenes, España por The Absent
- 2014 Mejor película – FICUNAM, México por El Palacio
- 2013 Mejor documental – Curtas Vila Do Conde, Portugal por El Palacio
- 2013 Mención Especial- Festival de Cine de Cosquín, Argentina por El Palacio
- 2013 Mejor Documental - Festival de Cine de Alucine, Canadá por El Palacio
- 2013 Premio Jay Scott - Asociación de Críticos de Cine de Toronto, Canadá
- 2012 Grand Prix du Jury - Festival La Roche-sur-Yon, Francia por Grandes éxitos
- Premio Fipresci 2012 – Festival de Cine de La Habana, Cuba por Grandes éxitos
- 2012 Mejor director - Lakino :: Festival de Cine Latino de Berlín, Alemania por Greatest Hits
- 2012 Mejor película - Baja Film Festival, Los Cabos, México por Greatest Hits
- 2012 Mejor película - Courtisane Film Festival, Bélgica por Entrevista con la tierra
- 2011 Mejor película – Cine del Futuro – BAFICI, Argentina por El verano de Goliat
- 2010 Premio Orizzonti - Festival de Cine de Venecia, Italia por El verano de Goliat
- 2010 Mejor película - Festival Internacional de Cine de Valdivia, Chile por El verano de Goliat
- 2010 Premio de la Crítica - Festival Internacional de Cine de Valdivia, Chile por El verano de Goliat
- 2010 Mención Especial – L'alternativa, España por El verano de Goliath
- Premio Imágenes 2010 - Festival Imágenes, Toronto por Todas las cosas ahora fueron superadas por el silencio
- 2010 Mejor película - World Cinema Amsterdam, Holanda por Juntos
- 2010 Mejor película - Festival Internacional de Cine de Guadalajara, México por Perpetuum Mobile
- 2009 Mejor película - Festival Internacional de Cine de Monterrey, México por Perpetuum Mobile
- 2009 Mejor director - Festival Internacional de Cine de Gramado, Brasil por Perpetuum Mobile
- 2009 Mejor película - En construcción, Festival de Cine de Toulouse, Francia por Perpetuum Mobile
- Premio al artista KM Hunter 2009, Canadá
- 2008 Mejor película - Festival de Cine de Levante, Italia por Entrevista con la Tierra
- 2008 Mejor documental - Curtas Vila do Conde, Portugal por Entrevista con la Tierra
- 2008 Mejor documental – Festival de Cine de Guanajuato, México por Entrevista con la Tierra
- 2008 Mejor documental - Flexiff, Australia por Entrevista con la Tierra
- 2008 Premio de la crítica francesa - Festival de Cine de Toulouse, Francia por ¿Dónde están sus historias?
- 2007 Mejor película - Festival Internacional de Cine de Morelia, México por ¿Dónde están sus historias?